# Naval Strike Missile
Naval Strike Missile (NSM) – norweski poddźwiękowy przeciwokrętowy pocisk manewrujący typu sea-skimming, opracowany we współpracy międzynarodowej, który może być także wykorzystywany do zwalczania celów lądowych. Pocisk wyposażony jest w głowicę kruszącą o masie 125 kg, całkowita masa startowa pocisku z rakietowym silnikiem startowym wynosi 407 kg, zaś masa pocisku w momencie trafienia w cel wynosi około 345 kg. Zasięg nominalny pocisku wynosi 180 km, jednakże zasięg skuteczny pocisku ograniczony jest zasięgiem systemów wykrywania, identyfikacji i śledzenia celów powierzchniowych. 

## Geneza
Naval Strike Missile opracowywany pierwotnie pod nazwą Nytt Sjømål Missil (nowy pocisk przeciwokrętowy) we współpracy międzynarodowej między Kongsberg Defence & Aerospace oraz Aérospatiale (aktualnie MBDA), zastąpić miał pociski systemu Penguin Mk. 2 i 3, przy początkowo przewidywanym zastosowaniu dla  małych okrętów oraz lądowych baterii obrony brzegowej.
Wystrzeliwany z platform morskich, lądowych oraz statków powietrznych. NSM jest pociskiem czwartej generacji (na wyposażeniu Morskiej Jednostki Rakietowej 3 Flotylli Okrętów jest to system klasy ziemia-woda), który dzięki zmniejszonemu przekrojowi radarowemu RCS, posiada wysokie właściwości stealth. NSM w opracowanej we współpracy z amerykańskim koncernem Lockheed Martin wersji Joint Strike Missile (JSM), może być przenoszony w zasobnikach wewnętrznych przez wielozadaniowe samoloty V generacji F-35. Pocisk jest dwustopniowy, stopień startowy stanowi silnik rakietowy na stały materiał pędny, stopień marszowy - silnik turboodrzutowy. NSM jest następcą pocisku Penguin.

## Użytkownicy
Pocisk NSM znajduje się na wyposażeniu:
- Królewskiej Malezyjskiej Marynarki Wojennej,
- Marynarki (RFN),
- Norweskiej Królewskiej Marynarki Wojennej,
- Marynarki Wojennej,
- Marynarki Wojennej Stanów Zjednoczonych i Korpusu Piechoty Morskiej Stanów Zjednoczonych.

W 2022 roku pociski NSM dla czterech fregat zamówiła Holandia, a w 2023 roku dla swoich okrętów Australia.

## NSM w Polsce

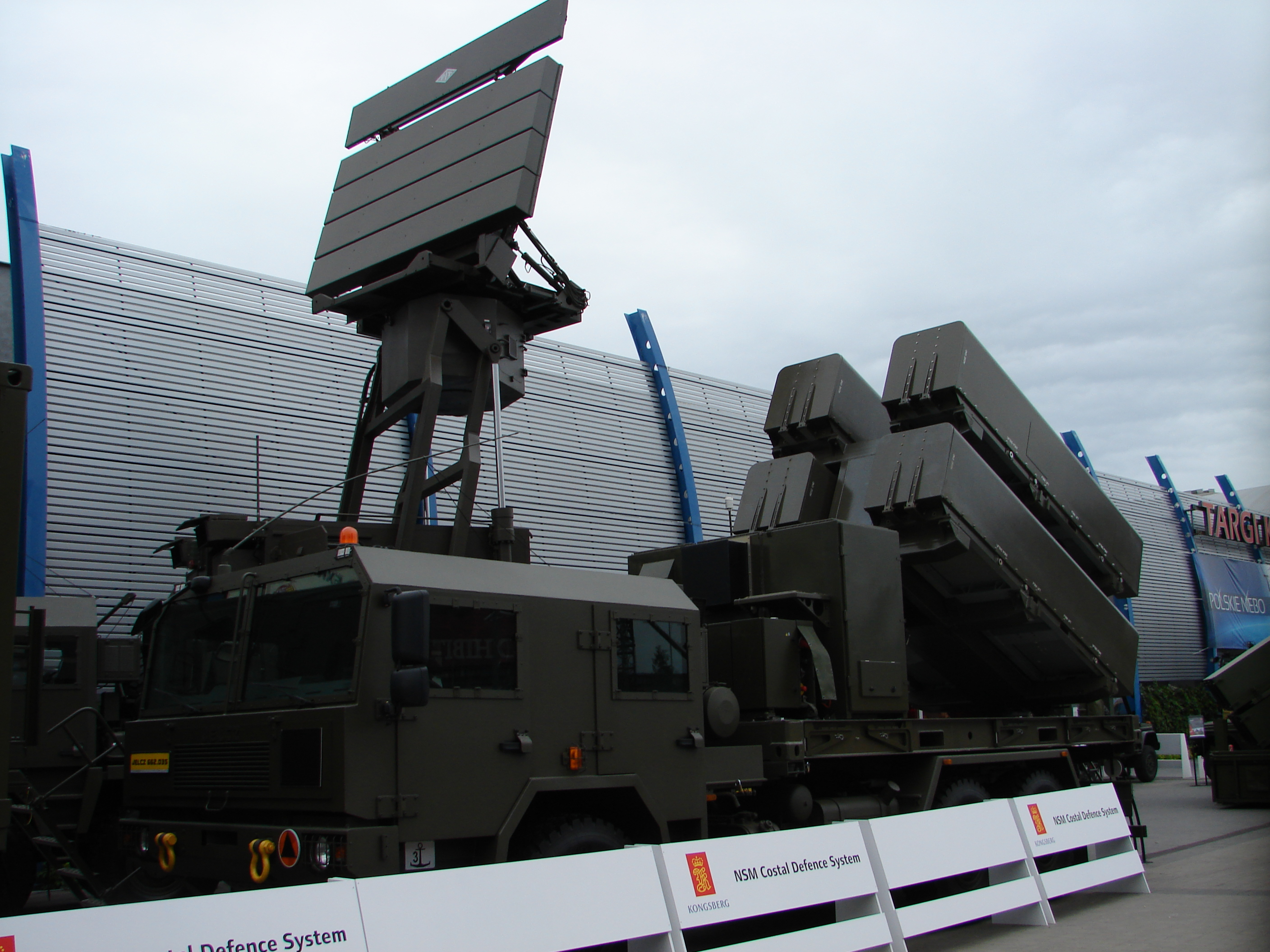
Wyrzutnia pocisków rakietowych NSM i radar PIT-RADWAR S.A TRS-15M na podwoziu Jelcz P662

30 grudnia 2008 roku Ministerstwo Obrony Narodowej i Ministerstwo Gospodarki podpisały z Kongsberg Defence & Aerospace kontrakty na dostawę wyposażenia Nadbrzeżnego Dywizjonu Rakietowego (NDR) 3 Flotylli Okrętów, którego głównym uzbrojeniem mają być przeciwokrętowe pociski manewrujące NSM. Zgodnie z kontraktem kupiono 12 pocisków z opcją kupienia 36 kolejnych w późniejszym czasie.
6 grudnia 2010 podpisano kontrakt na dostawę dla Polski dodatkowych 38 pocisków NSM.
Nadbrzeżny Dywizjon Rakietowy rozpoczął służbę w czerwcu 2013 roku. „Dywizjon nie tylko będzie bronił polskiego wybrzeża, będzie też zapewniał swobodę manewru siłom morskim” – powiedział gen. Waldemar Skrzypczak, Wiceminister Obrony Narodowej, podczas uroczystości przekazania sprzętu i wyposażenia dla NDR.
System obsługują polskie radary produkcji PIT-RADWAR TRS-15M o skutecznym zasięgu w wykrywaniu i śledzeniu celów morskich do 50 km oraz do 200 km w wykrywaniu celów powietrznych. Wadą systemu są ograniczone możliwości wykrywania, śledzenia i namierzania celów, z uwagi na horyzont radiolokacyjny radarów naziemnych, który bez zastosowania zewnętrznych systemów rozpoznania niezależnych od systemu NDR, ogranicza skuteczny zasięg systemu do około 40 km. Inną wadą jest zastosowanie radarów TRS-15M, które są radarami typowo przeciwlotniczymi (trójwspółrzędnymi). Radarami dedykowanymi do zastosowań morskich są radary RM-100, które mają większy zasięg (RM-100 jest zainstalowany na 20-metrowym, rozkładanym maszcie) a dodatkowo są radarami trudnowykrywalnymi (ang. LPIR) ze względu na pracę radaru z niewielkimi mocami sygnału sondującego (0,1 W do 2 W).
1 stycznia 2015 roku z została sformowana Morska Jednostka Rakietowa w Siemirowicach, na bazie rozformowanego Nadbrzeżnego Dywizjonu Rakietowego. Po jakimś czasie w MJR sformowano kolejny dywizjon ogniowy i zamówiono do niego kolejne 24 pociski NSM za kwotę 800 mln PLN (wraz z pojazdami, wyrzutniami i radarami).